# Nácori Chico
Nácori Chico é um município do estado de Sonora, no México.